# سباستيان سيخاس
سباستيان سيخاس (بالإسبانية: Sebastián Cejas) هو لاعب كرة قدم أرجنتيني في مركز حراسة المرمى، ولد في 21 أبريل 1975 في كوالكواي ‏ في الأرجنتين. لعب مع تشاكاريتا جيونيورز وجيمناسيا لابلاتا وفيورنتينا وكولو-كولو ونادي أسكولي ونادي إمبولي ونادي بيزا ونادي روما ونادي سيينا ونيولز أولد بويز.

## وصلات خارجية
- سباستيان سيخاس على موقع قاعدة بيانات كرة القدم.إي يو (الإنجليزية)
- سباستيان سيخاس على موقع عالم كرة القدم.نت (الإنجليزية)